# ドットビキニ
「ドットビキニ」は、スマイレージのメジャー10枚目のシングル。2012年5月2日にアップフロントワークス（hachamaレーベル）から発売された。

## 概要
- メインボーカルは福田花音、竹内朱莉、田村芽実、和田彩花である。
- 初回生産限定盤A・B・C・D、通常盤の5形態での発売。
- 初回生産限定盤A・B・CはCD+DVD、初回生産限定盤D・通常盤はCDのみの商品構成。
- 初回生産限定盤のみ、イベント抽選シリアルナンバーカード封入。
- カップリング曲「恋人は心の応援団」は、カントリー娘。に石川梨華（モーニング娘。）のシングル曲のカバー。

## 収録曲
全作詞・作曲：つんく

### 通常盤
1. ドットビキニ
  - 編曲：大久保薫
2. 恋人は心の応援団
  - 編曲：板垣祐介
3. ドットビキニ（Instrumental）

### 初回生産限定盤A・B・C・D
1. ドットビキニ
2. すまいるブルース
  - 歌：須磨入姉妹 (福田花音と田村芽実)
  - 編曲：高橋諭一
3. ドットビキニ（Instrumental）

## 参加メンバー
- 1期：和田彩花、福田花音
- 2期：中西香菜、竹内朱莉、勝田里奈、田村芽実

## 参加ミュージシャン
ドットビキニ
- キーボード&プログラミング：大久保薫
- コーラス：福田花音・竹内朱莉・CHINO

恋人は心の応援団
- プログラミング&ギター：板垣祐介
- コーラス：つんく

すまいるブルース
- プログラミング&ギター：高橋諭一
- コーラス：竹内浩明